# أوكتريوتيد
يعتبر أوكتريوتيد (بالإنجليزية: Octreotide)‏ الاسم التجاري ساندوستاتين (sandostatin) هو عبارة عن بروتين شبيه بهرمون موجود بالجسم يسمى سوماتوستاتين، يعيق هذا الهرمون إفراز هرمون النمو، بالإضافة لذلك، فانه يمنع أيضًا إفراز مواد مختلفة من الغدد الهورمونية للجهاز الهضمي (المعدة - الأمعاء - البنكرياس)، من بينها، السيروتونين، الإنسولين والجلوكاجون. تم تصنيعه لأول مرة في عام 1979 من قبل الكيميائي ويلفريد باور.

## الاستخدامات الطبية

### الأورام
يستخدم أوكتريوتيد لعلاج أورام نمو هرمون النمو (ضخامة النهايات والعملقة)، لمنع المضاعفات بعد العملية الجراحة في البنكرياس، أورام الغدة النخامية التي تفرز هرمونات الغدة الدرقية (ورم الغدة الدرقية)، والإسهال والاحمرار المترافق مع متلازمة السرطانات أورام الببتيد المعوي الفعال في الاوعية (فيبوما).

### نزيف دوالي المريء
غالبًا ما يُعطى الأوكتريوتيد كتدفق لإدارة النزف الحاد من دوالي المريء في تليف الكبد على أساس أنه يقلل من الضغط الوريدي البابي، على الرغم من أن الأدلة الحالية تشير إلى أن هذا التأثير زائل ولا يحسن فرص البقاء على قيد الحياة.

### راديولابيلينج
يستخدم أوكتريوتيد في التصوير الطب النووي عن طريق وضع العلامات مع الإنديوم -111 لصورة الغدد الصم العصبية غير موسع والأورام الأخرى التي تعبر عن مستقبلات السوماتوستاتين. في الآونة الأخيرة، تم تسميتها بالألياف الكربونية باستخدام الكربون -11  وكذلك الغاليوم -68، مما يتيح التصوير باستخدام التصوير المقطعي بالإصدار البوزيتروني (PET)، والذي يوفر دقة أعلى وحساسية عالية.
يمكن أيضًا وصف أوكتريوتيد بمجموعة متنوعة من النويدات المشعة، مثل الإيتريوم -90 أو اللوتيتيوم -177، لتمكين علاج النويدات المشعة لمستقبلات الببتيد (PRRT) لعلاج أورام الغدد الصم العصبية غير القابلة للكشف.

### ضخامة النهايات
يمكن أيضًا استخدام أوكتريوتيد في علاج ضخامة النهايات، وهو اضطراب هرمون النمو المفرط (GH). يعد أوكتريوتيد، كونه تمثيليًا للسوماتوستاتين، يعيق إفراز هورمون النمو من الغدة النخامية عادةً عملية ما تكون في ردود الفعل السلبية.

### نواسير الجهاز الهضمي
يساعد أوكتريوتيد في إدارة الناسور عن طريق تقليل إفرازات الجهاز الهضمي وتثبيط حركية الجهاز الهضمي، ولذلك التحكم في ناتجه وتقليله. لا يزال يتعين إثبات القيمة في علاج الناسور المعوي والاستخدام الروتيني محدود بسبب الآثار الجانبية.

### نقص السكر في الدم
كما يستخدم أوكتريوتيد في علاج انخفاض السكر في الدم عند حديثي الولادة والسلفونيل اليوريا الناجم عن نقص السكر في الدم لدى البالغين.

## موانع
لم يدرس أوكتريوتيد بشكل كاف لعلاج الأطفال والنساء الحوامل والمرضعات. يتم إعطاء الدواء إلى هذه المجموعات من المرضى فقط إذا كان تحليل المخاطر - الفائدة إيجابيًا. 

## التأثيرات الضارة
الآثار الجانبية الأكثر شيوعًا (أكثر من 10% من الامراض) هي الصداع، قصور الغدة الدرقية، تغيرات التوصيل القلبي، تفاعلات الجهاز الهضمي (بما في ذلك التشنجات، الغثيان/القيء والإسهال أو الإمساك)، حصاة المرارة، تقليل إفراز الأنسولين، ارتفاع السكر في الدم، أو في بعض الأحيان نقص السكر في الدم، و (عادة عابرة). معدل ضربات القلب البطيء، تفاعلات الجلد مثل الحكة، فرط بيليروبين الدم، قصور الدرقية، الدوار، وضيق التنفس هي أيضًا شائعة إلى حد ما (أكثر من 1%). تشمل الآثار الجانبية النادرة تفاعلات الحساسية المفرطة والتهاب البنكرياس والتهاب الكبد. ذكرت إحدى الدراسات وجود صلة محتملة بالتهاب المفاصل الروماتويدي.
ذكرت بعض الدراسات ثعلبة عند المرضى الذين عولجوا بأوكتريوتيد. عانت الفئران التي عولجت بأوكتريوتيد من ضعف الانتصاب في دراسة أجريت عام 1998.
وقد لوحظ وجود فاصل كيو تي لفترة طويلة عند المرضى، ولكن من غير المؤكد ما إذا كان هذا رد فعل على الدواء أو جزء من أمراض المرضى.

## جرعة زائدة
أوكتريوتيد مفيد في إدارة جرعة زائدة من أدوية نقص السكر في الدم من نوع السلفونيل يوريا، عند تكرار أو صهر لسكر العنب بالحقن. آلية العمل هي منع إفراز الأنسولين.